# Национально-освободительная революция
Национально-освободительная революция — революция, возникающая благодаря национально-освободительному движению и нацеленная на уничтожение иностранного господства, завоевание национальной независимости, ликвидацию национально-колониального гнёта и эксплуатации, реализацию нацией её права на самоопределение, на создание национального государства.
Национальные движения существовали ещё в период феодализма. В национальных движениях тех лет народности и национальные группы боролись с иноземным игом, боролись за своё существование. Эпоха капитализма породила новые общенародные национальные движения: подъём национального самосознания привело к резкому обострению разногласий между иностранными поработителями и порабощёнными народами. В сфере экономики фундаментом этого процесса стало развитие капиталистических отношений, создание общенационального рынка. Стремление народов без государственности создать национальные государства натолкнулось на противодействие эксплуататорских классов господствующих наций, в результате чего появились национально-освободительные движения, которые стремились добиться самоопределения народов.

## Примеры
- Американская революция
- Война за независимость испанских колоний в Америке
- Греческая революция
- Венгерская революция 1848 года
- Революция 1848—1849 годов в Италии
- Война за независимость Турции
- Августовская революция 1945 во Вьетнаме
- Война за независимость Индонезии
- Июльская революция в Египте
- Война за независимость Алжира
- Занзибарская революция